# Álvaro Porto
Álvaro Porto de Barros (Canhotinho, 27 de julho de 1965) é um político brasileiro. É deputado estadual de Pernambuco pelo PSDB. Atualmente é o presidente da ALEPE.

## Biografia
Foi prefeito do município de Canhotinho por dois mandatos (2004, 2008). Em 2014 foi eleito para seu primeiro mandato como deputado estadual, sendo reeleito em 2018 e 2022. Em 2023 foi eleito presidente da Assembleia Legislativa de Pernambuco (Alepe) para o biênio 2023–2025.